# Сили берегової охорони Ісландії
Сили берегової охорони Ісландії (ісл. Landhelgisgæsla Íslands) — сукупність військ Ісладії, які не є регулярними, окрім патрульних суден берегової охорони. Де-юре Ісландія не має власних збройних сил як постійної військової організації. Бюджет ЗС становить 41,5 млн доларів. За даними Глобального індексу миру, через відсутність Збройних сил, а також низький рівень злочинності та високий рівень соціально-політичної стабільності, Ісландія є найбільш мирною країною.

## Чисельність
До складу берегової охорони входить 130 людей.

## Історія
1920 року в Ісландії виникла власна служба охорони рибальства. Однак регулярна Берегова охорона Ісландії (Landhelgisgaesla Islands) була створена 1 липня 1926 року, вона підпорядковувалася міністерству юстиції. Її корабельний склад був представлений виключно переобладнаними в патрульні кораблі рибальськими траулерами і невеликими комерційними суднами. В період 1939–1945 років до неї входили такі одиниці: «Esja», «Sudin», «Aegir», «Thor» і «Odinn», а загальна чисельність особового складу становила близько 200 чоловік.

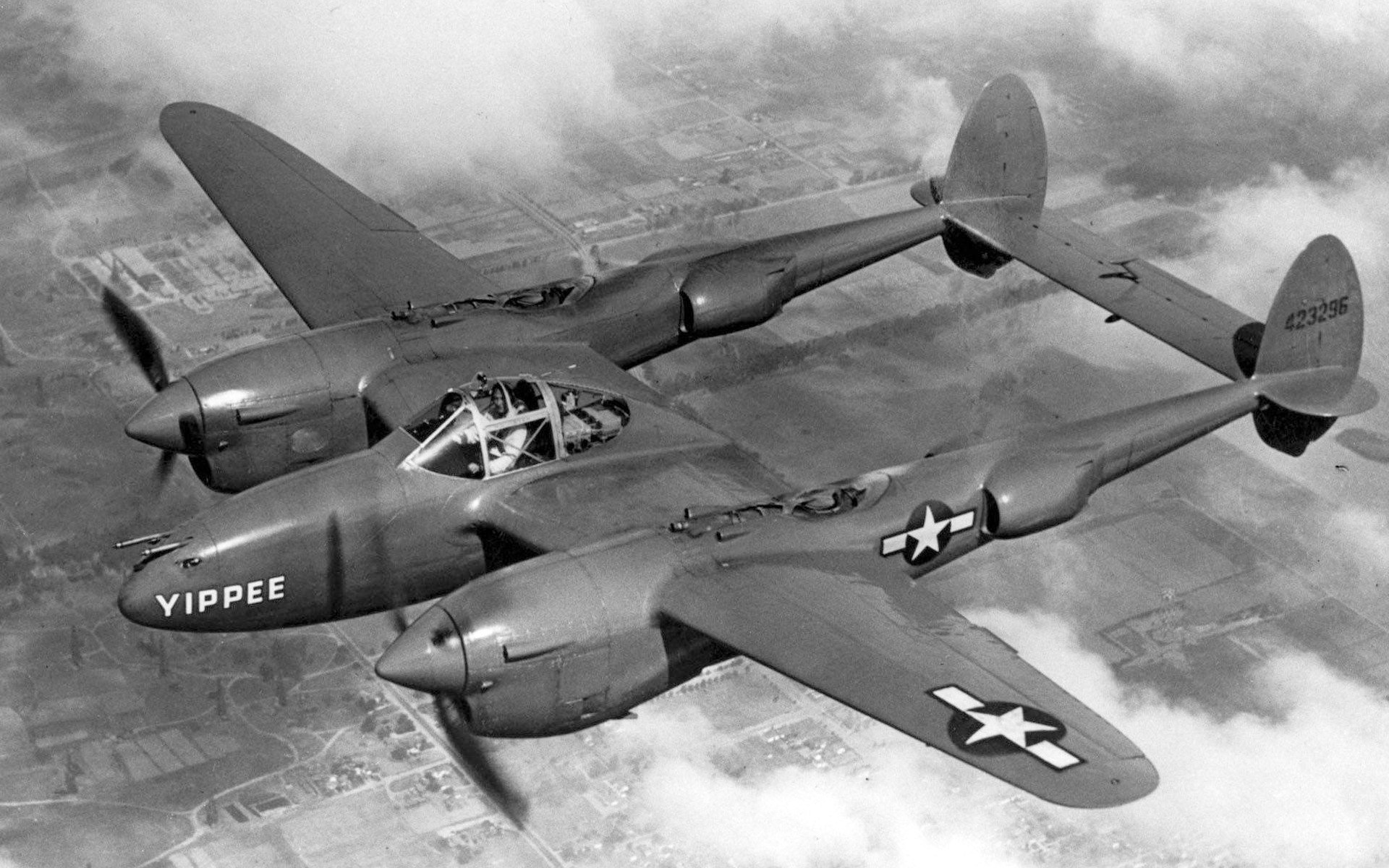
Американський літак Р-38

Після здобуття незалежності у 1918 році Ісландія проводить політику нейтралітету. У 1939 році уряд Ісландії відмовив Третьому Рейху у праві на посадку літаків авіакомпанії Люфтганза при виконанні так званих трансатлантичних рейсів. Після окупації Данії та Норвегії у квітні 1940 року уряд Великої Британії попросив дозволу на створення в Ісландії військових баз, щоб захистити важливу Північноатлантичну лінію живлення. Проте це прохання також було відхилено. Однак 10 травня 1940 року кораблі Великої Британії розташувалися на березі Рейк'явіка. На берег висадилися кількасот солдат. Уряд Ісландії протестував проти цього. Після переговорів між прем'єр-міністром Великої Британії Черчиллем і президентом США Рузвельтом Ісландія погодилася на підписання тристороннього договору. За його умовами, США надсилали морських піхотинців для підтримки британських гарнізонів в Ісландії за умови, що всі війська будуть виведені з Ісландії відразу ж після закінчення Другої світової у Європі. Збройні сили США побудували аеропорт Кеплавік. 14 серпня 1942 року два літаки з цього аеропорту P-38 (27th Fighter Squadron, 1st Fighter Group) і P-39 (33rd Fighter Squadron) збили Fw 200, що стало першою перемогою ВПС США над ВПС Третього Рейху. Діяльність американської авіації в Кеплавіку завершилася 11 березня 1947 року. В 1949 році Ісландія та США підписали договір, за яким дозволялося подальше використання бази Сполученими Штатами.
Членство Ісландії в НАТО в 1949 році не вимагало створення власних ЗС чи розміщення іноземних військ. У зв'язку з початком Холодної війни Ісландія на прохання НАТО 1951 року вступила в оборонний союз із США, що стало початком Сил оборони Ісландії. Ісландія підтримала вторгнення в Ірак в 2003 році, брала участь у конфлікті в Афганістані і в бомбардуваннях Югославії силами НАТО в 1999 році. 8 вересня 2006 американські ВПС покинули береги Ісландії.

## Склад Збройних сил

### Флот
29 квітня 2009 року був спущений на воду перший сторожовий корабель.

### Авіація
Першими літаками ВПС Ісландії були PBY-6A Catalina, які Ісландія отримала від ВМС США в 1954 році. В 1962 році вони були замінені на C-54 Skymaster. Кілька місяців 1969 року в Ісландії літали два Grumman HU-16 Albatross, проте через суворі кліматичні умови їх повернули в США.
У 1972 році в авіакомпанії All Nippon Airways був куплений Fokker F27-200, який експлуатувався до 1980 року. В 1976 році у самого виробника був куплений новий F27-200. Зараз Берегова Охорона використовує чотири машини, які базуються в столиці. Одна з них — це літак F27-200 (TF-SYN), решта — три вертольоти. Вертоліт Aerospatiale AS 350B Ecureuil (TF-GRO) використовується спільно з поліцією, куплений в 1986 році. Aerospatiale SA 365 N Dauphin (TF-SIF) використовується для патрулювання з 1985 року. AS 332L2 Super Puma куплений в червні 1995 року.

## Звання

### Офіцери
| Код НАТО | OF-10            | OF-10            | OF-9             | OF-9             | OF-8             | OF-8             | OF-7          | OF-7          | OF-6             | OF-6             | OF-5              | OF-5              | OF-4                    | OF-4                    | OF-3                    | OF-3                    | OF-2             | OF-2             | OF-1                          | OF-1                          | OF-1                          | OF-1                          | OF-1                          | OF-1                          | OF(D)  | OF(D)  | OF(D)  | OF(D)  | OF(D)  | OF(D)  | Студентський офіцер | Студентський офіцер | Студентський офіцер | Студентський офіцер | Студентський офіцер | Студентський офіцер |
| -------- | ---------------- | ---------------- | ---------------- | ---------------- | ---------------- | ---------------- | ------------- | ------------- | ---------------- | ---------------- | ----------------- | ----------------- | ----------------------- | ----------------------- | ----------------------- | ----------------------- | ---------------- | ---------------- | ----------------------------- | ----------------------------- | ----------------------------- | ----------------------------- | ----------------------------- | ----------------------------- | ------ | ------ | ------ | ------ | ------ | ------ | ------------------- | ------------------- | ------------------- | ------------------- | ------------------- | ------------------- |
| Ісландія | Нема еквівалента | Нема еквівалента | Нема еквівалента | Нема еквівалента | Нема еквівалента | Нема еквівалента |               |               | Нема еквівалента | Нема еквівалента |                   |                   |                         |                         |                         |                         |                  |                  |                               |                               |                               |                               |                               |                               |        |        |        |        |        |        | Нема еквівалента    | Нема еквівалента    | Нема еквівалента    | Нема еквівалента    | Нема еквівалента    | Нема еквівалента    |
| Ісландія | Нема еквівалента | Нема еквівалента | Нема еквівалента | Нема еквівалента | Нема еквівалента | Нема еквівалента | Контр-адмірал | Контр-адмірал | Нема еквівалента | Нема еквівалента | Керівник операцій | Керівник операцій | 1° Капітан судна/літака | 1° Капітан судна/літака | 2° Капітан судна/літака | 2° Капітан судна/літака | Командний офіцер | Командний офіцер | Офіцер (після 6 років служби) | Офіцер (після 6 років служби) | Офіцер (після 6 років служби) | Офіцер (після 2 років служби) | Офіцер (після 2 років служби) | Офіцер (після 2 років служби) | Офіцер | Офіцер | Офіцер | Офіцер | Офіцер | Офіцер | Нема еквівалента    | Нема еквівалента    | Нема еквівалента    | Нема еквівалента    | Нема еквівалента    | Нема еквівалента    |

### Рядові
| Код НАТО | OR-9                             | OR-9                             | OR-9                             | OR-9                             | OR-9                             | OR-9                             | OR-8             | OR-8             | OR-7                            | OR-7                            | OR-6             | OR-6             | OR-6             | OR-6             | OR-6             | OR-6             | OR-5     | OR-5     | OR-4             | OR-4             | OR-4             | OR-4             | OR-3                           | OR-3                           | OR-2                           | OR-2                          | OR-1    | OR-1    |
| -------- | -------------------------------- | -------------------------------- | -------------------------------- | -------------------------------- | -------------------------------- | -------------------------------- | ---------------- | ---------------- | ------------------------------- | ------------------------------- | ---------------- | ---------------- | ---------------- | ---------------- | ---------------- | ---------------- | -------- | -------- | ---------------- | ---------------- | ---------------- | ---------------- | ------------------------------ | ------------------------------ | ------------------------------ | ----------------------------- | ------- | ------- |
| Ісландія |                                  |                                  |                                  |                                  |                                  |                                  | Нема еквівалента | Нема еквівалента |                                 |                                 | Нема еквівалента | Нема еквівалента | Нема еквівалента | Нема еквівалента | Нема еквівалента | Нема еквівалента |          |          | Нема еквівалента | Нема еквівалента | Нема еквівалента | Нема еквівалента |                                |                                |                                |                               |         |         |
| Ісландія | Старшина (після 12 років служби) | Старшина (після 12 років служби) | Старшина (після 12 років служби) | Старшина (після 12 років служби) | Старшина (після 12 років служби) | Старшина (після 12 років служби) | Нема еквівалента | Нема еквівалента | Старшина (після 6 років служби) | Старшина (після 6 років служби) | Нема еквівалента | Нема еквівалента | Нема еквівалента | Нема еквівалента | Нема еквівалента | Нема еквівалента | Старшина | Старшина | Нема еквівалента | Нема еквівалента | Нема еквівалента | Нема еквівалента | Рядовий (після 6 років служби) | Рядовий (після 6 років служби) | Рядовий (після 3 років служби) | Рядовий (після 1 року служби) | Рядовий | Рядовий |